# Picasso (album)
Picasso is het tweede studioalbum van de Nederlandse rapper Sevn Alias. Het album werd op 6 oktober 2017 uitgebracht onder de labels Rotterdam Airlines en 1OAK Entertainment. Het album bevat onder andere producties van Esko, Spanker, Ramiks, Jack Shirak en Monsif. Er staan gastoptredens op van: Kevin, Josylvio, Jayh, Lil' Kleine, Boef, Jonna Fraser, Kempi en Maan. Het album wist meteen op nummer 1 binnen te komen in de Album Top 100. 

## Tracklist
| Nr. | Titel                                  | Duur |
| --- | -------------------------------------- | ---- |
| 1.  | Intro                                  | 4:49 |
| 2.  | Rijk moeten zijn                       | 3:31 |
| 3.  | Flu & tip (met Kevin)                  | 3:37 |
| 4.  | Voor alle soldiers (met Josylvio)      | 2:19 |
| 5.  | Mufasa                                 | 2:53 |
| 6.  | Ends                                   | 3:45 |
| 7.  | CSI                                    | 3:07 |
| 8.  | Stage                                  | 3:00 |
| 9.  | Inna minute (met Jayh)                 | 3:41 |
| 10. | Patsergedrag (met Lil' Kleine en Boef) | 3:09 |
| 11. | Put in work (met Jonna Fraser)         | 2:19 |
| 12. | Fit                                    | 3:16 |
| 13. | Swervin' (met Kempi)                   | 2:34 |
| 14. | In Amsterdam (met Maan)                | 2:50 |
| 15. | Rain                                   | 2:51 |
| 16. | Blessed                                | 2:46 |